# Теледильдоника
Теледильдоника (кибердильдоника) — технология, используемая для секса на расстоянии, в которой осязательные, температурные и прочие ощущения передаются между партнёрами через двустороннюю линию связи. Реализуется с помощью электронной сексуальной игрушки, управляемой компьютером, которая дополняет технологию телеприсутствия ощущением сексуального контакта.
Термин был предложен Тедом Нельсоном в 1975 году.
В настоящее время на рынке существует несколько устройств, которые можно классифицировать как теледильдонику. Другие же устройства, относящиеся скорее к классу кибердильдоники, используются совместно со специально размеченным видеоконтентом, воздействуя на гениталии пользователя сообразно происходящему на экране.

## В кинематографе
- Теорема Зеро